# Henry Wood

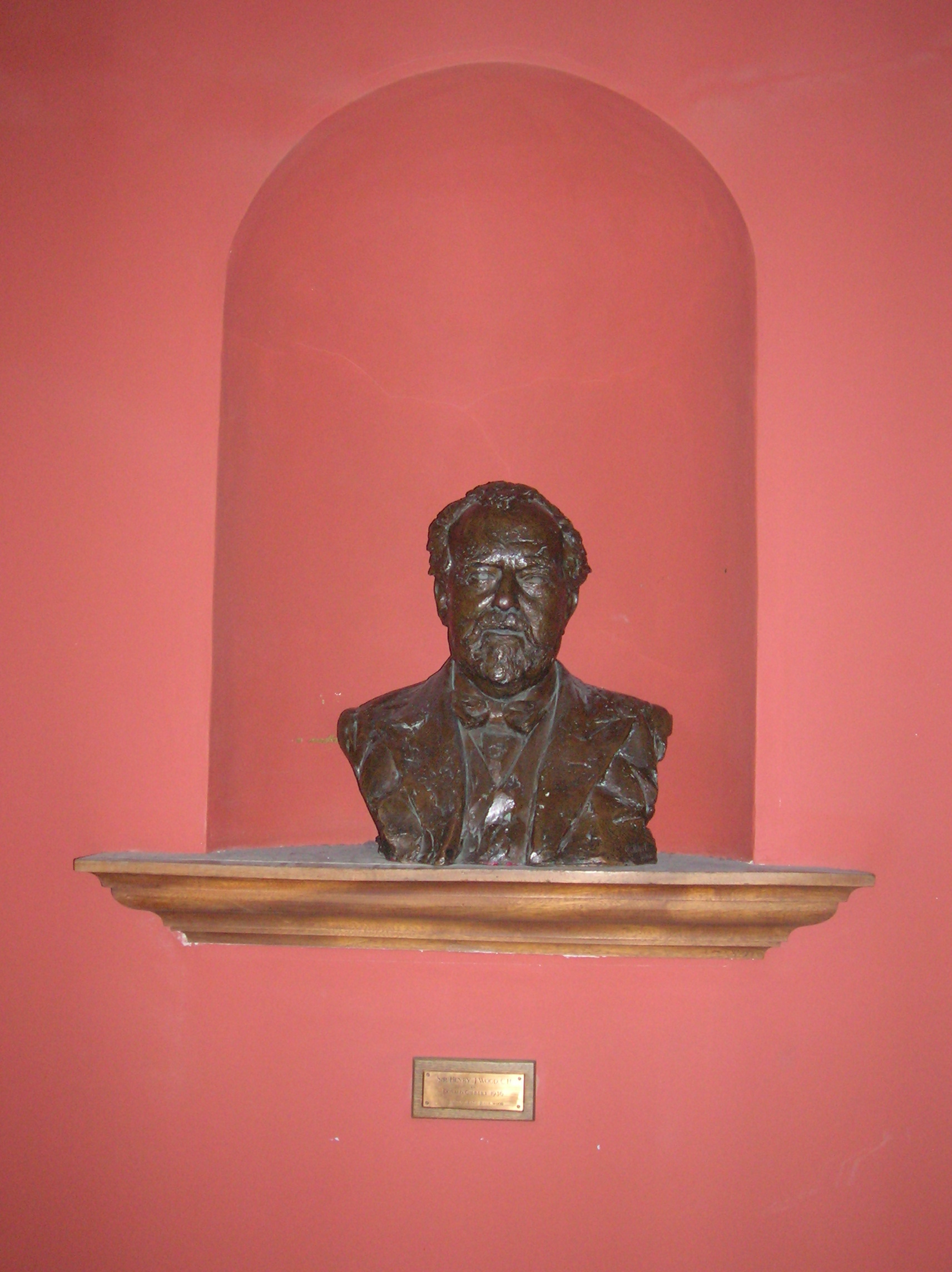
Büste von Sir Henry Wood

Sir Henry Joseph Wood (* 3. März 1869 in London; † 19. August 1944 in Hitchin, Hertfordshire) war ein britischer Dirigent.

## Leben
Wood war Schüler der Royal Academy of Music in London und wurde dort 1923 Professor. 1895 begründete er die bekannte Konzertreihe Promenade Concerts, kurz Proms, die traditionell mit der Royal Albert Hall in London verknüpft ist, jedoch ursprünglich in der Queen’s Hall stattfand. Er fungierte als erster Dirigent der Konzerte, und es wird auch heute noch jährlich an ihn erinnert, indem seine Büste anlässlich der Last Night of the Proms mit Lorbeer bekränzt wird.
Wood komponierte und arrangierte auch Musik, zuweilen unter dem Pseudonym Paul Klenovsky. 1911 erhielt er für seine Verdienste um die Musik den Ritterschlag zum Knight Bachelor, 1921 die Goldmedaille der Royal Philharmonic Society.

## Werke
- Fantasia on British Sea Songs, 1905